# خفاملي

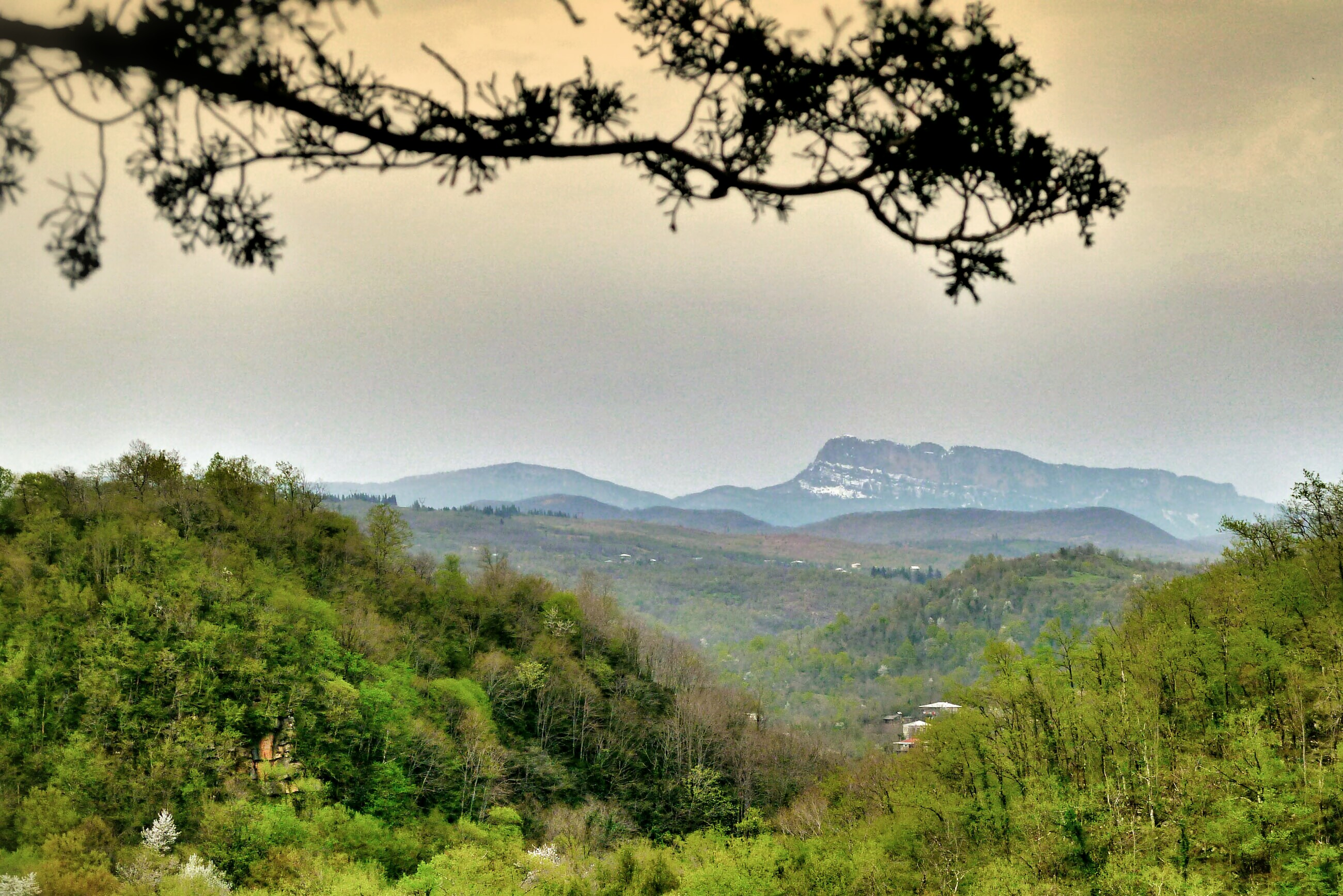
كتلة فخاملي الصخرية في جورجيا

خفاملي (بالجورجية: ხვამლი) خوملي (بالجورجية: ხომლი) هي كتلة صخرية من الحجر الجيري في غرب جورجيا، وتقع في أراضي بلديتي تساغيري وتسكالتوبو وتشكل تقسيم مستجمعات المياه بين وديان نهري ريوني وتسخينيس تسكالي. يبلغ ارتفاعه 2,002 متر (6,568 قدم) ويشكل كويستا مزدوجًا، يتكون من وحدات الحجر الجيري الطباشيري ومغطاة بغابات مختلطة. إنه يمثل إلى الجنوب وجهًا خادعًا يبلغ ارتفاعه 300 متر (984 قدم). كلا الكويستا لهما منحدر مواجه للشمال مثقوب بالعديد من المجاري والكهوف. أهم الكهوف تسمى تكنتيري (بالجورجية: თეკენთერი) ولها مدخل واحد فقط - من خلال جوف شجرة زان كبيرة.
تبرز كهوف خفاملي في التاريخ الجورجي للقرن الرابع عشر كمقر كنوز لملوك جورجيا. أسطورة محلية تجعل بروميثيوس مقيدًا بالسلاسل إلى خدع خفاملي، ويعذب باستمرار على يد غراب.